# Lingüística del texto
La Lingüística del texto es una rama de la Lingüística General, cuyo objeto de estudio es el texto.
Además, se relaciona estrechamente con el análisis del discurso, por lo que se utiliza frecuentemente como sinónimo. Sin embargo, aunque es una disciplina emparentada mantiene un enfoque diferente.
La lingüística es importante

## Orígenes
A partir de 1970, ocurrieron varios acontecimientos en la lingüística que cuestionaron el paradigma generativo-transformacional de Chomsky, concretamente el modelo estándar de 1965. El más importante es la presuposición de que la gramática de una lengua debe dar cuenta no sólo de las oraciones realizadas mediante las emisiones de hablantes nativos, sino también de las relaciones entre oraciones, o sea de los textos enteros subyacentes a estas emisiones. También en la pragmática y en la sociolingüística se intensificaron las observaciones del verdadero uso de la lengua (incluyendo la variación social y dialectal), y que la lengua en uso debe estudiarse también en términos de actos de habla. 
Distintas escuelas de lingüistas se han preocupado por el análisis del discurso, como la lingüística funcional británica o el estructuralismo francés. Pero los que más lo han hecho, sin duda, son los investigadores alemanes, cualesquiera que sean sus diferencias teóricas. Ningún país ha producido tantos libros en el terreno de la lingüística del texto y estudios del discurso como la República Federal de Alemania.
Estudiosos como Werner Kummer, Thomas Ballmer y Siegfried Schmidt publicaron interesantes estudios en este terreno, que otros fueron multiplicando. Esto propició la creación de varios libros introductorios como la gramática del texto de Wehrlich de 1975, y los libros de Titzmann, 1976, y Plett, 1975.
La gramática generativo-transformacional, mencionada anteriormente, también produjo interesados en aspectos del texto tales como la pronominalización y la presuposición; pero no llegaron a sistematizar sus conocimientos.
Eugenio Coseriu impartió durante 1977-1978 en alemán un curso en la Universidad de Tubinga titulado “Einführung in die Textlinguistik”. Del cual se han publicado numerosas ediciones en varios idiomas.

## Motivos para una gramática del texto
La Lingüística tradicional se ha preocupado de investigar profundamente la oración. Sin embargo, fenómenos como la incoherencia de un texto no se pueden explicar a partir de estos estudios. 
Teun van Dijk en sus series de conferencias ha explicado la necesidad de una gramática del texto y agrega 

En cuanto los lingüistas y la lingüística reconozcan que entre sus tareas está la de estudiar las estructuras del discurso, ya no tendrá sentido hablar de gramática del texto y lingüística del texto:  sólo existirán la gramática y la lingüística a secas.
Teun van Dijk, Estructuras y Funciones del Discurso

A continuación presenta varios argumentos, algunos de los cuales son:
- Hay propiedades gramaticales más allá de la frontera de la oración, por ejemplo, relaciones semánticas entre oraciones.
- Una gramática del texto es una base más adecuada para una relación sistemática con otras teorías del estudio del discurso, como la estilística, la retórica, la poética, el estudio de la narrativa, etc.
- Una gramática del texto nos da una mejor base lingüística para elaborar modelos cognoscitivos del desarrollo, la producción y la comprensión de la lengua (y, por lo tanto, del discurso).
- Una gramática del texto proporciona una mejor base para el estudio del discurso y la conversación en el contexto social interaccional e institucional, y para el estudio de tipos de discurso y del uso de la lengua en distintas culturas.

Las Conjunciones:
La conjunción es la función que consiste en relacionar sintáctica y semánticamente dos signos (frases, palabras, cláusulas, oraciones). Dependiendo de la función que estos cumplan dentro de la oración, las conjunciones se clasifican según los siguientes criterios básicos:
a)	La forma de la conjunción (morfología): serán todas aquellas conjunciones compuestas por una palabra; mientras que las compuestas, todas aquellas que posean dos palabras.
b)	La función general o la relación que establece (clasificación sintáctica): Dentro de este grupo se encuentran las conjunciones coordinantes, es decir, aquellas que unen elementos que poseen igual función sintáctica (sustantivo + sustantivo = función sintáctica) y son independientes entre sí, es decir, se pueden intercambiar.
```
        Ej: Pedro y Pablo son buenos amigos.
```

Las subordinantes unen elementos que además de poseer distinta función sintáctica son dependientes entre sí, es decir, no pueden cambiarse indistintamente.
Ej:Lo saludó porque estaba de cumpleaños.
c)	El contenido de función general (clasificación semántica). Es decir hace referencia a que función cumple la conjunción dentro de la oración. El párrafo, es decir, si suma información, si explica, si da opiniones, etc.
1)	Función copulativa: su función es unir elementos analógicos, es decir elementos que poseen igual jerarquía y función gramatical. Funcionan como simples elementos de adición. Los nexos copulativos más utilizados son: “y” (e), “ni” y “que”.
```
        Ej: Mario y Gabriel durmieron en el sofá.
```

2)	Función disyuntiva; los conectores disyuntivos enlazan palabras u oraciones para expresar prioridades o alternativas distintas, los más frecuentes son: “o” (u), “ya sea”, “ya”.
Ej:Para bien o para mal, debes asumir tus responsabilidades.
3)	Función continuativa: se utilizan para unir 2 o más oraciones, expresan continuidad en las ideas que éstas plantean. Esto puede ocurrir de varias maneras.
Ej: - Explicando:”hay calles excesivamente transitadas, por ejemplo la 
Alameda”.
-	Reiterando:” Él es filatélico, es decir, estudia y colecciona sellos postales”.
-	Intensificando:”creo que eres muy inteligente, incluso un genio cuando te concentras en lo que haces”.
-	Corroborando:”anunciaron precipitaciones, y en efecto está lloviendo”.
-	Otras conjunciones o nexos continuativos son los siguientes: Como es el caso de, mejor dicho, vale decir, en otros términos, más aún, es más,  de hecho, por cierto...
4)	Función causal: Las oraciones subordinadas causales son complementarias, circunstanciales, que expresan la causa, razón o motivo de la oración principal, sus nexos conjuntivos son los vocablos y locuciones siguientes: “que”, “pues”, “porque”, “puesto que”, “de que”, “ya que”, “como”, “como que”.
5)	Adversativa:Cuando se contraponen una oración afirmativa y una negativa, la coordinación es adversativa, es decir, indican contrariedad u oposición en las ideas, sin embargo la adversidad se puede presentar de distintas formas.
5.1)Adversidad restrictiva: la contrariedad de las dos oraciones se presenta de manera parcial, es decir, se expresa una corrección o restricción en el juicio de la primera oración. Los conectores más utilizados son: pero, sin embargo, no obstante, más, etc.
	Ej: - No estaba convencido y, sin embargo, accedió porque yo se lo pedí.
5.2) Adversativa exclusiva: si hay incompatibilidad entre ambas oraciones de manera que se excluyen totalmente entre sí, la coordinación es exclusiva. Los conectores exclusivos más frecuentes son: sino (que), solo, solamente.
```
       Ej: -Ella no quiere ir al cine, sino al teatro.
```

5.3) Adversativa de diferenciación: El conector indica que los elementos puestos en relación son simplemente diferentes. Los conectores más utilizados para hacer ver dichas diferencias son: En cambio, mientras, mientras que, en tanto (que), etc.
```
       Ej:- Héctor está en enseñanza media, mientras que su hermana está en básica.
```

5.4) Adversativo de oposición total: las dos ideas que se relacionan son completamente contrarias, por lo tanto, los conectores a utilizar son: por el contrario, a la inversa, al revés, opuestamente, mientras que, etc.
```
       Ej:- El norte de Chile es árido, mientras que el sur es húmedo.
```

6)	Conjunción concesiva: Señala objeción o reparo con respecto a lo afirmado, por lo mismo, se trata de oraciones subordinadas.
Las conjunciones o locuciones concesivas más comunes son: aunque, por más que, a pesar de, si bien, etc.
```
       Ej: Asistió a clases, a pesar de que aún no se recuperaba.
```

Conjunción consecutiva: Señalan la consecuencia o efecto de algo, por lo tanto, la segunda oración está subordinada a la primera. Las conjunciones más comunes son las siguientes: por ende, por lo tanto, en consecuencia, en efecto, de ahí que, etc.
	Ej: casi siempre llegaba atrazado, en consecuencia, lo despiden.
Conjunción de finalidad: Indican la finalidad u objetivo de lo que se dice, los conectores más comunes son: para, a fin de, con el objetivo de, con el propósito de, etc.
	Ej:Viajó por muchos países, con el propósito de conocer otras realidades.
Conjunción temporal: Indican la idea de tiempo, y ordenan el discurso. Los conectores que más se utilizan son: cuando, antes que, no bien, apenas, mientras, en cuanto. 
Los antes mencionados son temporales, mientras que los ordenadores son: en primer lugar, luego, para continuar, etc.
	Ej: en cuanto se lo comunicaron, llamó a su familia.
Conjunción comparativa: Indican una relación de igualdad, de superioridad o inferioridad. Todo aquel conector que haga una comparación, funciona como tal. Como por ejemplo: Como tal, tanto... como, más que, menos...que.
	Ej:Felipe era más hábil que los demás compañeros.
Conjunción condicional: indican condición, requisito o necesidad. Los más utilizados son los siguientes: si, en caso de, siempre que, a menos que, etc.
	Ej: en caso de incendio, rompa el cristal.

## Texto y Discurso
Las palabras texto y discurso se usan a menudo como si fueran intercambiables, e incluso en algunas lenguas sólo existe uno de los términos. La tradición anglosajona prefiere "discurso"; mientras que la francesa se queda con "texto". Sin embargo, a nivel teórico, existe bastante consenso en establecer una diferencia técnica entre estas dos entidades a partir de la propuesta de Van Dijk, según la cual:
- TEXTO es un conjunto de elementos lingüísticos organizados según reglas de construcción.

- DISCURSO es la emisión concreta de un texto, por un enunciador determinado, en un contexto determinado.

Dicho de otro modo, a "nivel construccional" existen oraciones y textos que pueden funcionar a "nivel discursivo" como enunciados y discursos.

## Textos y no textos
Establecer la diferencia entre lo que es texto y lo que no, ha conducido a establecer criterios definitorios. Es cuando una persona tiene un texto que puede palparlo y no textos es cuando el texto uno lo saca de la mente.
Todo usuario de la lengua tiene la capacidad de percibir que existen textos que presentan irregularidades (en diversos grados) y emite juicios respecto de ellos. 
Por lo tanto, todo texto bien formado debe responder a características específicas de organización.
Estos fenómenos se engloban bajo la denominación "propiedades textuales", que consisten en la coherencia y la cohesión. La diferencia entre ellas radica en que la coherencia es la posibilidad de conferir una unidad de sentido al texto; mientras que la cohesión es el conjunto de procedimientos gramaticales con que cuenta el texto para lograrlo, como consta en el trabajo seminal de Beaugrande y Dressler (1981).